# Duje Draganja
Duje Draganja (* 27. Februar 1983 in Split) ist ein kroatischer Schwimmer.

## Werdegang
Seine Stärke besitzt er besonders auf den kürzeren Freistilstrecken.
Bei den Olympischen Spielen in Athen gewann er die Silbermedaille über 50 m Freistil.
Bei den Kurzbahnweltmeisterschaften 2008 in Manchester schwamm Draganja am 11. April in 20,81 Sekunden sensationell neuen Weltrekord.
Er studierte vier Jahre an der University of California, Berkeley und schwamm für die NCAA.